# Clinodiplosis marcetiae
Clinodiplosis marcetiae är en tvåvingeart som först beskrevs av Tavares 1917.  Clinodiplosis marcetiae ingår i släktet Clinodiplosis och familjen gallmyggor. Inga underarter finns listade i Catalogue of Life.